# Fer forgé

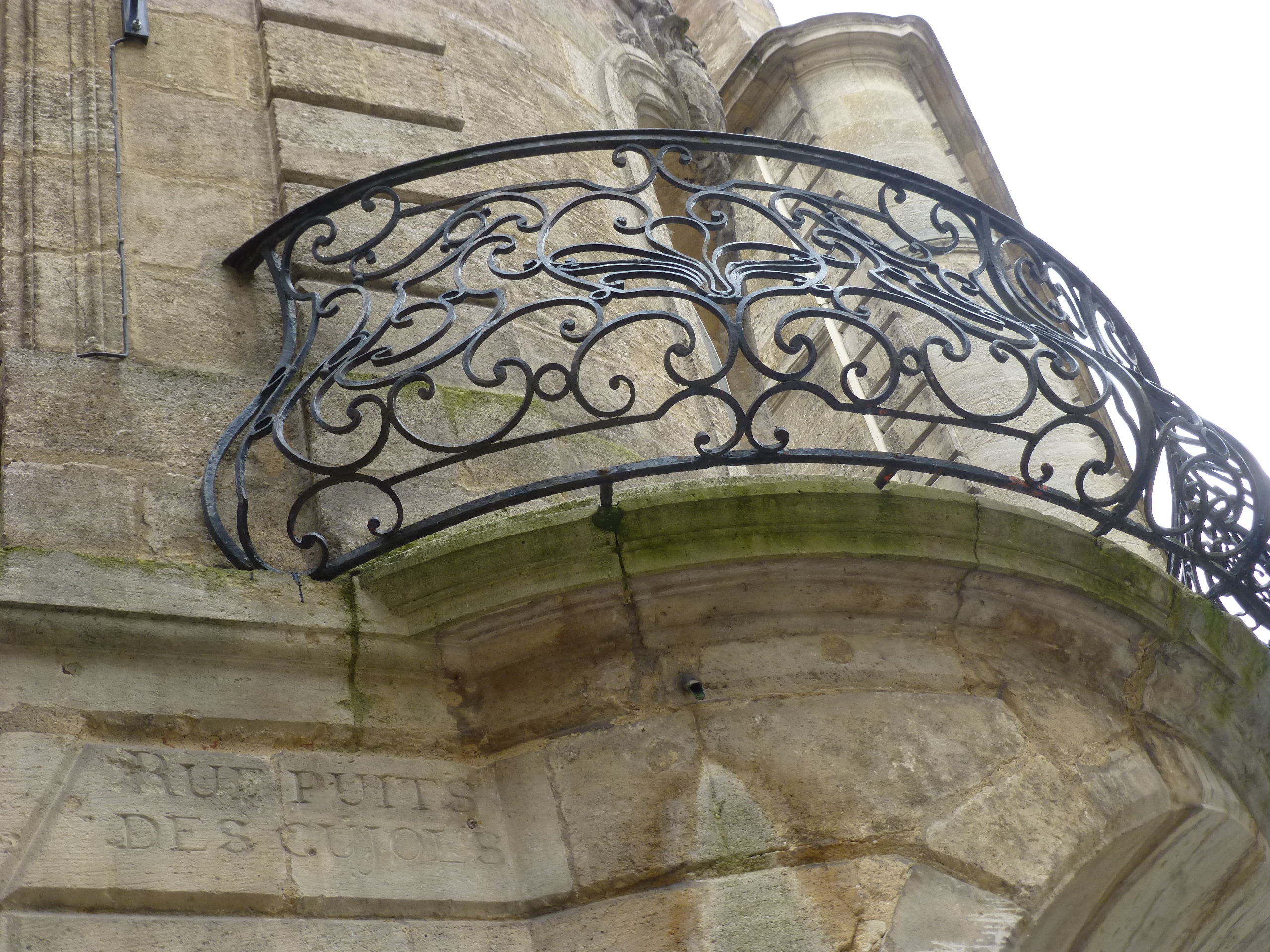
Balcon en fer forgé à Bordeaux, quartier Saint-Pierre.

En serrurerie, le fer forgé est un fer qui a été travaillé sous le marteau. Originellement, le fer forgé est principalement associé aux travaux de ferronnerie et au travail du ferronnier ou du forgeron. À la révolution industrielle, un fer forgé formé par puddlage sera également employé dans la construction métallique et dans les chemins de fer. Ce dernier sera remplacé par l'acier à partir de 1880.

## Histoire
Avant la révolution industrielle le fer était fabriqué par chauffage du minerai au charbon de bois. La température du bas fourneau suffisait à la réduction de l'oxyde de fer, mais était maintenue sous la température de fusion du fer pour éviter la production de fonte brute. Les quantités traitées étaient modestes et ne permettaient que la confection d'objets de taille limitée, dans la construction, des éléments d'assemblage ou de renfort, ainsi que les serrureries qui ont donné le nom à la discipline qui s'occupe des objets manufacturés en fer, la serrurerie. L'estampage qui consiste à frapper le métal chauffé dans une forme en fer lui conférait éventuellement une résistance plus importante.
À l'ère de la révolution industrielle, le puddlage, mis au point en 1784 par Henry Cort, un maître de forges anglais, permet de décarburer partiellement la fonte et de produire un fer "forgeable", c'est-à-dire façonnable à souhait. Ce n'est pas le cas de la fonte très riche en carbure de fer, et de ce fait fragile et cassante. La fonte réalisait alors quelques percées spectaculaires dans la construction des ponts métalliques. Ce nouveau fer partiellement décarburé, mais nettement moins que l'acier, est appelé fer puddlé ou fer forgé selon les sources. Avec cette évolution technique, le travail de forge se déplace de l'atelier artisanal du forgeron, vers les ateliers industriels des usines sidérurgiques. À partir de 1880, avec les progrès des convertisseurs sidérurgiques comme celui du procédé Bessemer, permettant une bien meilleure décarburation, le fer puddlé est remplacé par l'acier plus pauvre en carbone, plus résistant, et aux meilleures propriétés mécaniques.
Le fer forgé a donc pu être un fer de diverses qualités façonné dans une forge.

## Qualités de fer forgé
Le terme fer forgé peut donc faire référence à :

### Un fer de qualité médiocre employé en serrurerie avant leXIXesiècle
Le bas fourneaux produit la loupe qui est cinglée pour en extraire les scories. La qualité du fer dépendait donc de la composition du minerai d'origine et de l'habileté du forgeron pour en extraire les scories par battage.
Même le fer puddlé, aux premières heures de la révolution industrielle, obtenu par décarburation de la fonte sera longtemps de qualité variable selon les régions notamment.
Le fer forgé ancien se distingue par une apparence fibreuse, en lamelles, produite par le travail du métal par le forgeron pour en extraire les scories et aplatir les bulles internes. Ce fer est facile à façonner pour le forgeron, et résiste relativement bien à la corrosion grâce à ses impuretés[Lesquelles ?],[réf. nécessaire] même s'il présente une rouille superficielle. Il est cassant lorsqu'il est travaillé à froid. Il produit généralement des soudures à l'arc de piètre qualité, et présente des propriétés physiques moindres que les aciers contemporains. Ces derniers présentent l'avantage notable de la régularité de leur qualité et d'une composition précise aux propriétés physiques prévisibles. Le fer forgé de bas fourneau a disparu depuis la révolution industrielle.

### Un fer selon la méthode wallonne
Il s'agit d'un fer produit par un affinage de forge de fonte brute issue d'un haut fourneau.

### Un fer puddlé
C'est un fer issu de la combustion du carbone de la fonte brute dans un four à puddlage (brassage de la fonte brute refondue).

### Un acier à très faible teneur en carbone
Le fer produit de nos jours est trop pur pour être utilisé en forgerie, les standards actuels imposant une teneur en carbone inférieure à 0,008 %. C'est pourquoi le fer forgé actuellement est en fait une forme d'acier à faible teneur en carbone. Il est dur, malléable et peut être aisément mélangé à d'autres métaux[Lesquels ?]. Il est cependant trop peu résistant pour la confection de lames comme celles dont étaient munies les épées d'antan.

## Réalisations en fer forgé

### Avant la révolution industrielle et dans l'artisanat
Les réalisations associées aux techniques de la forge sont aussi appelées fer forgé.

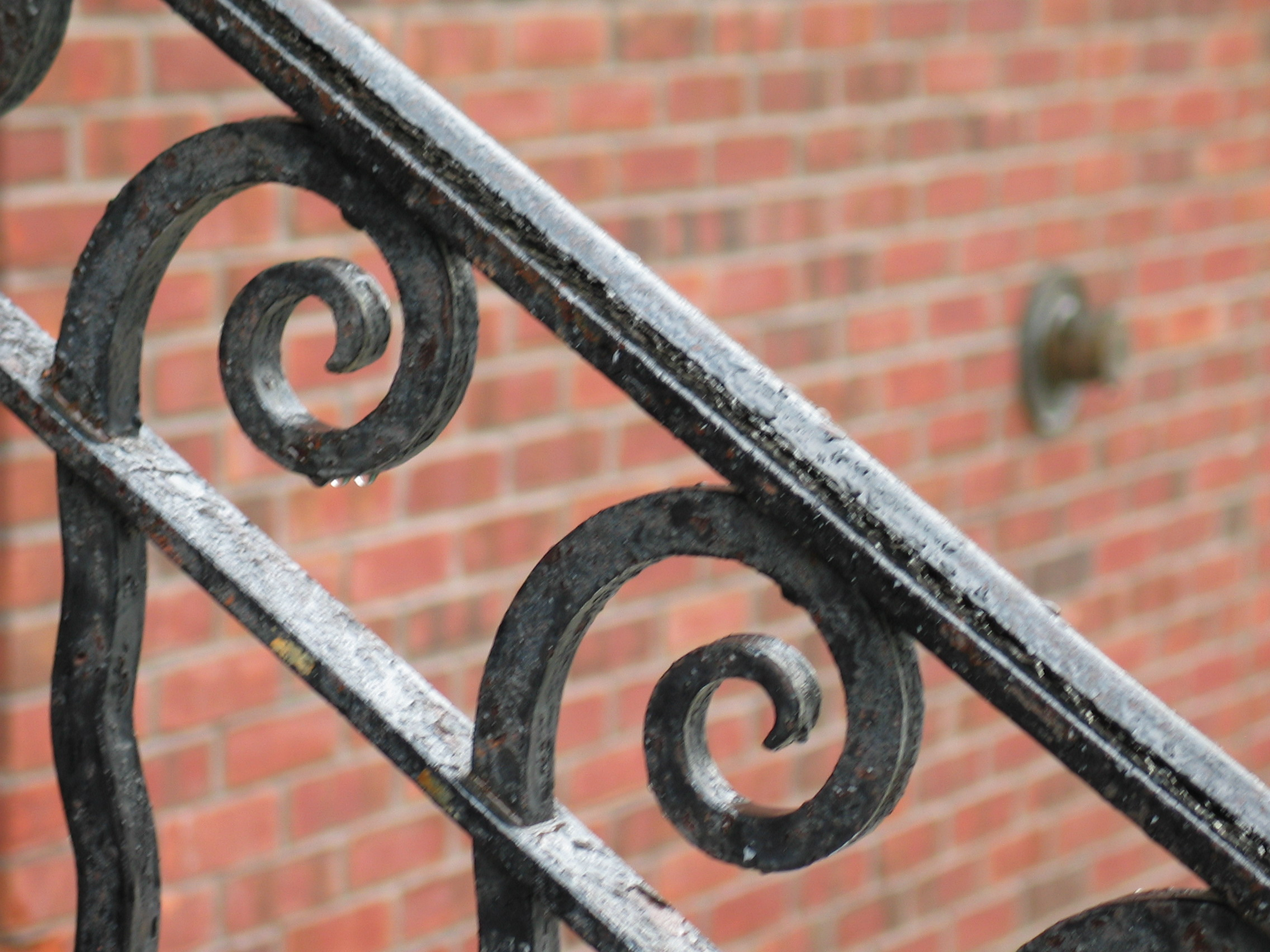
Une rampe en fer forgé
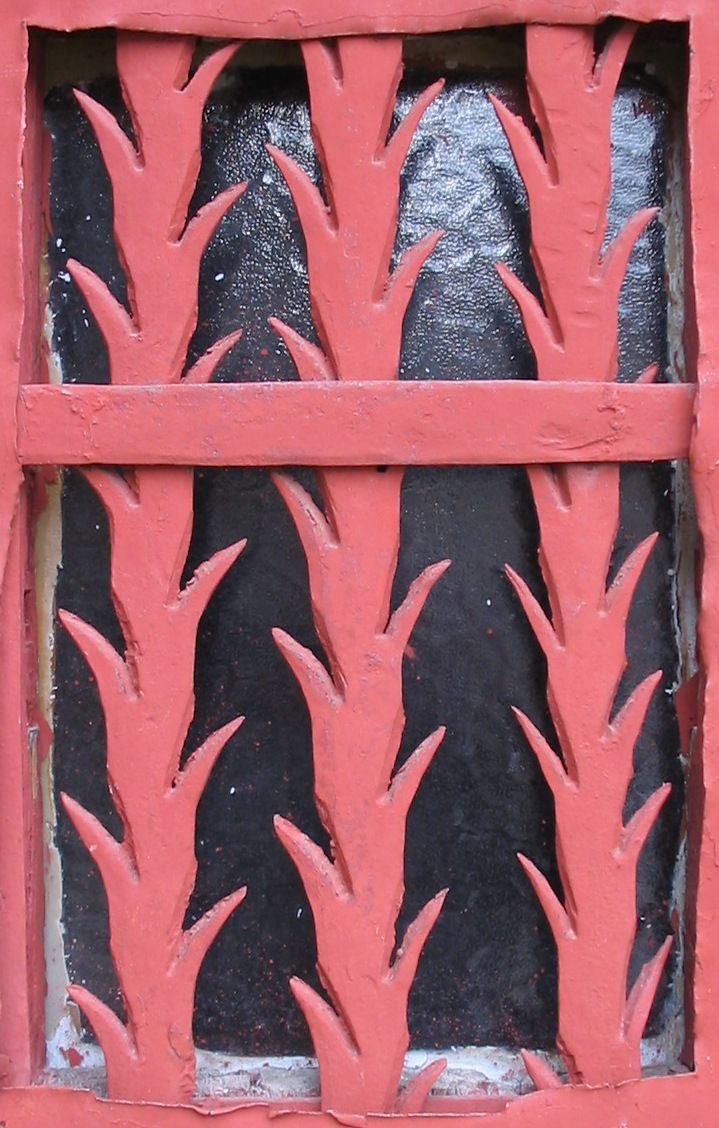
Grille en épis, tranchée à chaud, au burin
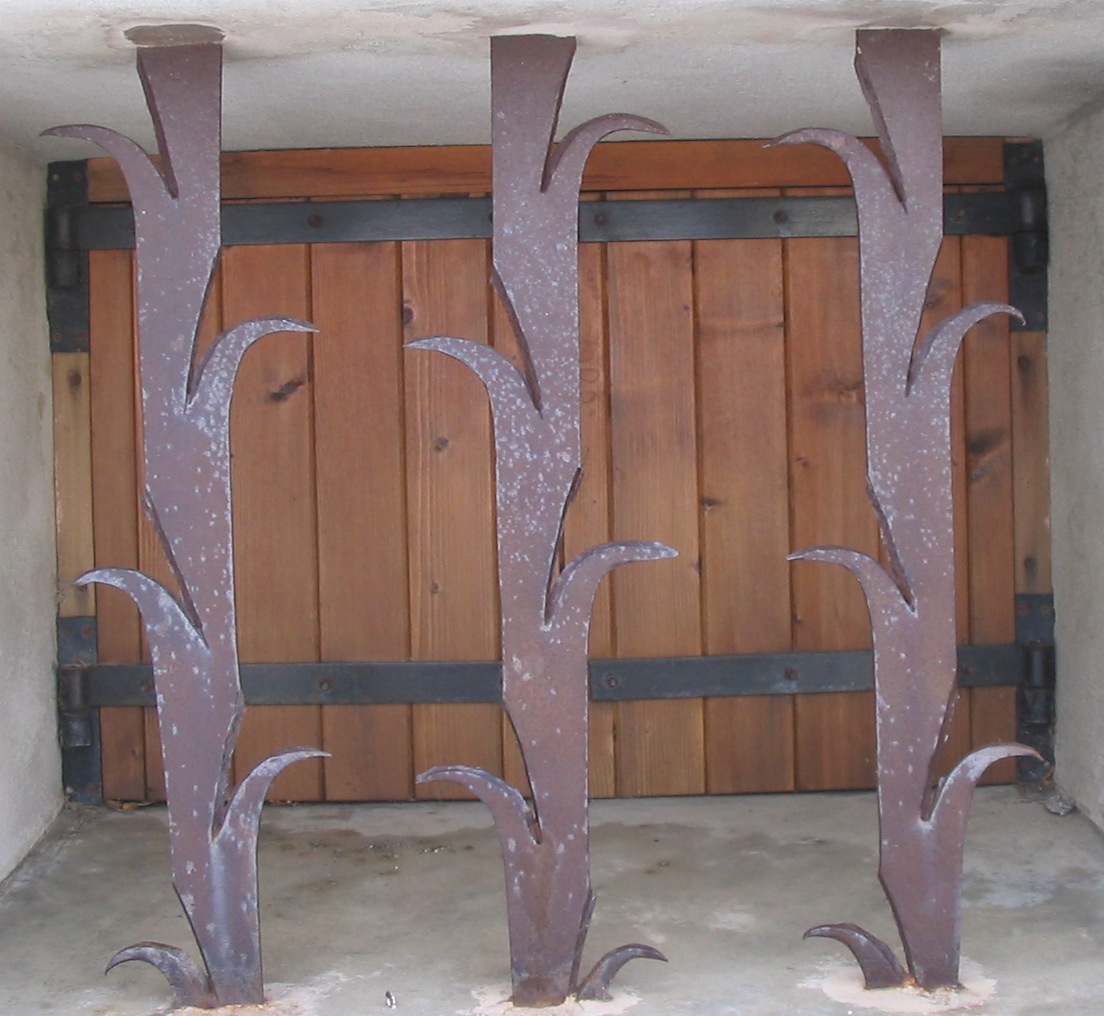
Grille en épis, tranchée à chaud, au burin
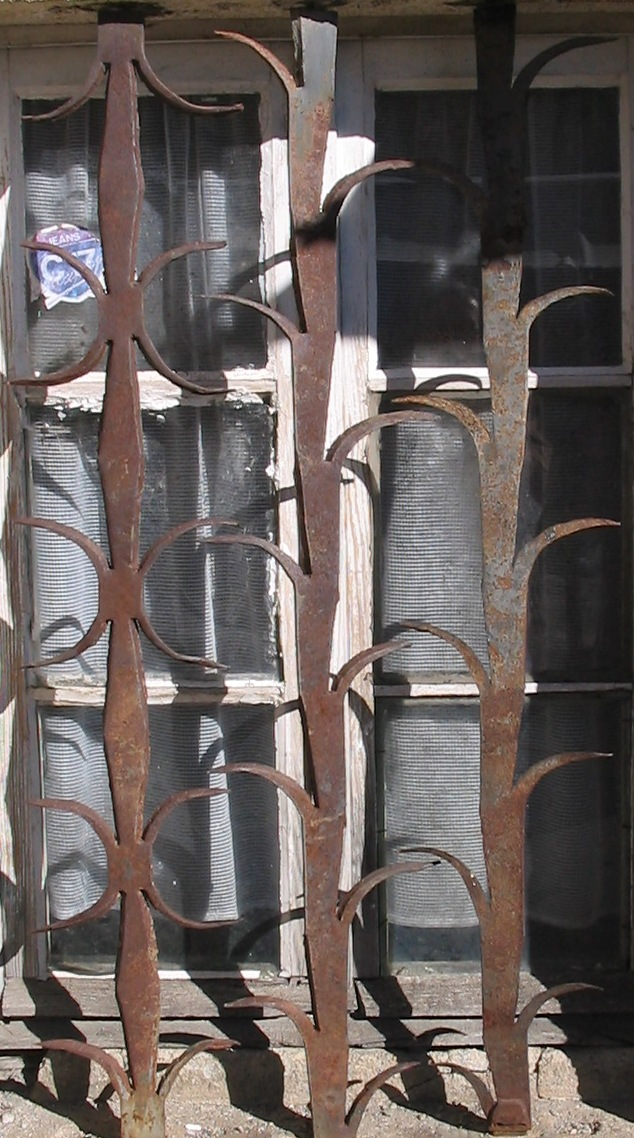
Grille en épis, tranchée à chaud, au burin
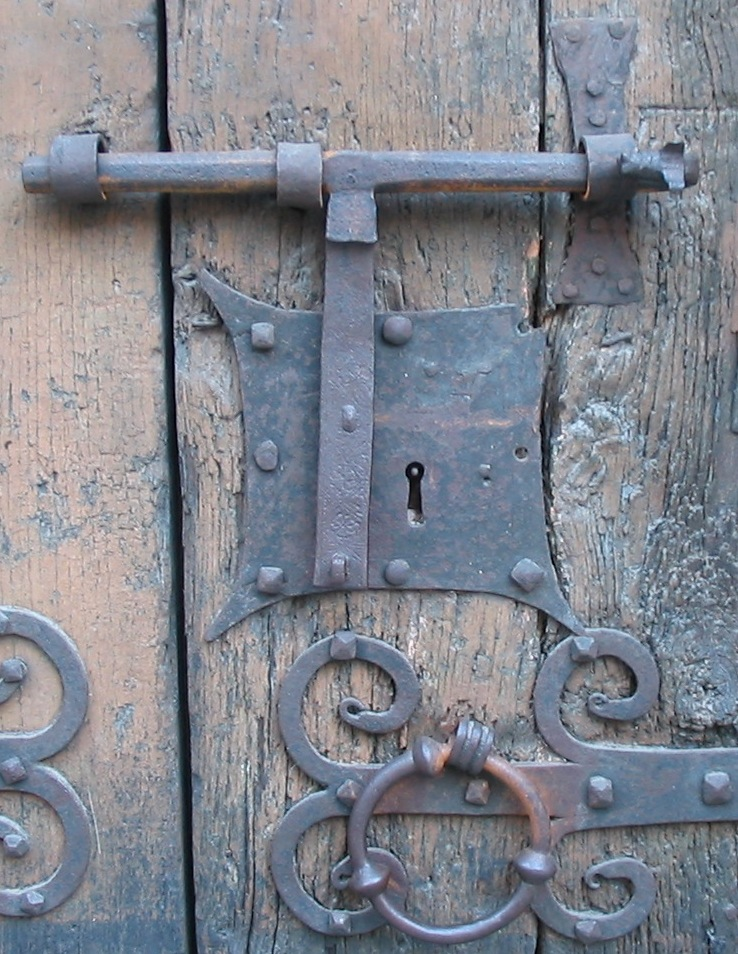
Verrou sur porte d'église, travail de forgeron
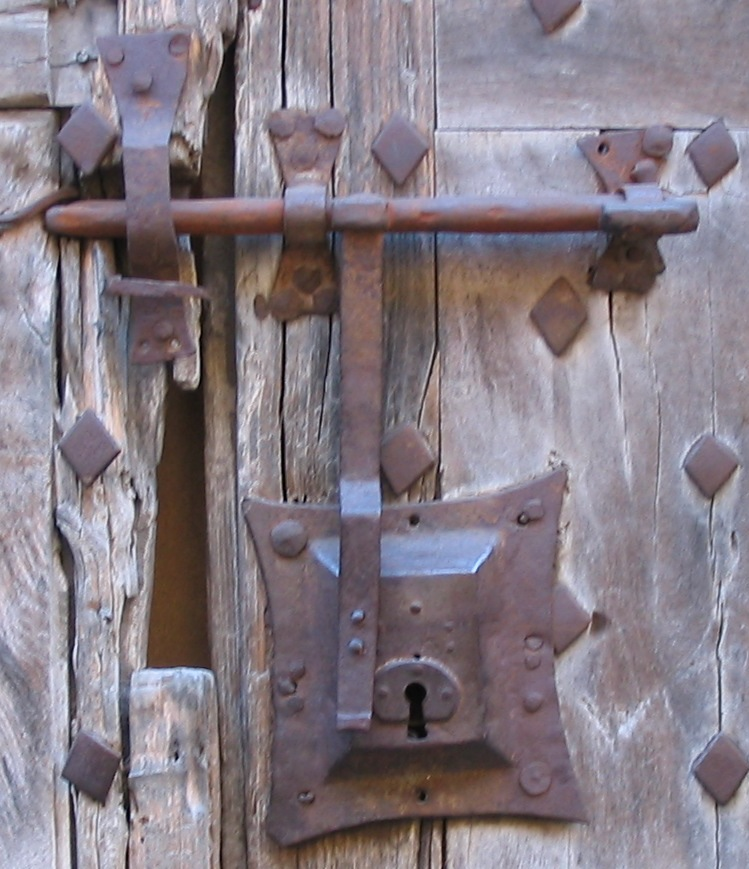
Verrou sur porte d'église, travail de forgeron
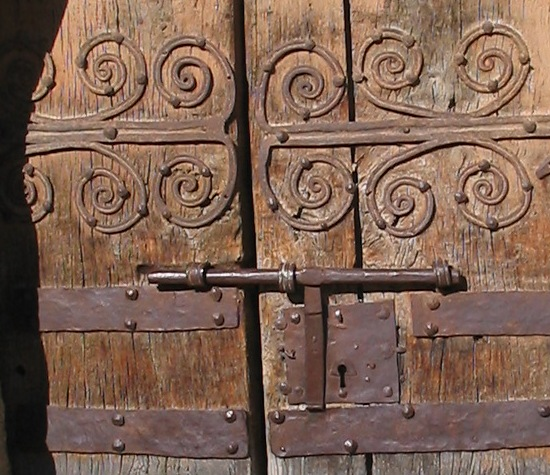
Verrou et gonds sur porte d'église, travail de forgeron

### Après la révolution industrielle
Du fer forgé ou puddlé.

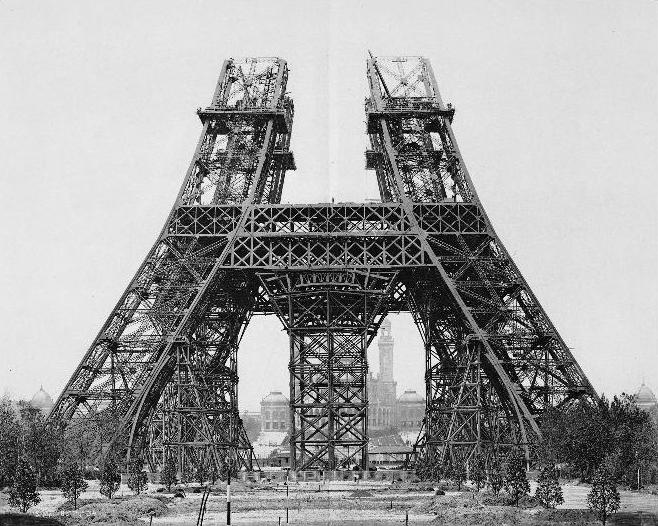
Tour Eiffel, montage. Fer forgé ou fer puddlé